# Alison Humby
Alison Humby (* 7. Dezember 1972) ist eine englische Badmintonspielerin.

## Karriere
Alison Humby war in England mehrfach bei den Juniorenmeisterschaften erfolgreich und gewann in dieser Altersklasse auch Silber und Bronze bei den Junioren-Europameisterschaften. Bei den Erwachsenen siegte sie 1991 bei den Irish Open sowie 1992 und 1995 bei den Hungarian International. In der Saison 1992/1993 gewann sie den EBU Circuit.

## Sportliche Erfolge
| Saison    | Veranstaltung                             | Disziplin   | Platz | Name                         |
| --------- | ----------------------------------------- | ----------- | ----- | ---------------------------- |
| 1988      | England: Einzelmeisterschaft der Junioren | Dameneinzel | 1     | Alison Humby                 |
| 1990      | England: Einzelmeisterschaft der Junioren | Dameneinzel | 1     | Alison Humby                 |
| 1991      | Irish Open                                | Damendoppel | 1     | Alison Humby / Joanne Wright |
| 1991      | Junioren-Europameisterschaft              | Dameneinzel | 3     | Alison Humby                 |
| 1991      | Junioren-Europameisterschaft              | Damendoppel | 2     | Alison Humby / Joanne Wright |
| 1991      | England: Einzelmeisterschaft der Junioren | Dameneinzel | 1     | Alison Humby                 |
| 1991      | England: Einzelmeisterschaft der Junioren | Damendoppel | 1     | Alison Humby / Joanne Wright |
| 1992      | Czechoslovakian International             | Dameneinzel | 2     | Alison Humby                 |
| 1992      | Czechoslovakian International             | Damendoppel | 2     | Sarah Hore / Alison Humby    |
| 1992      | Hungarian International                   | Dameneinzel | 1     | Alison Humby                 |
| 1992/1993 | EBU Circuit                               | Dameneinzel | 1     | Alison Humby                 |
| 1993      | Irish Open                                | Dameneinzel | 3     | Alison Humby                 |
| 1995      | Hungarian International                   | Damendoppel | 1     | Tanya Groves / Alison Humby  |